# Кажвана
Кажвана (рум. Cajvana) — місто у повіті Сучава в Румунії.

## Географія
Місто розташоване на відстані 362 км на північ від Бухареста, 22 км на захід від Сучави, 136 км на північний захід від Ясс.

## Адміністративний устрій
Адміністративно місту також підпорядковане село Кодру (населення 135 осіб, 2002 рік).

## Населення
За даними перепису населення 2002 року у місті проживали 7263 особи.
Національний склад населення міста:
| Національність | Кількість осіб | Відсоток |
| -------------- | -------------- | -------- |
| румуни         | 7231           | 99,6%    |
| цигани         | 31             | 0,4%     |
| угорці         | 1              | < 0,1%   |

Рідною мовою назвали:
| Мова      | Кількість осіб | Відсоток |
| --------- | -------------- | -------- |
| румунська | 7262           | > 99,9%  |
| угорська  | 1              | < 0,1%   |

Склад населення міста за віросповіданням:
| Релігія        | Кількість осіб | Відсоток |
| -------------- | -------------- | -------- |
| православні    | 5739           | 79,0%    |
| п'ятдесятники  | 1500           | 20,7%    |
| бретрени       | 6              | 0,1%     |
| греко-католики | 2              | < 0,1%   |
| лютерани       | 2              | < 0,1%   |
| римо-католики  | 1              | < 0,1%   |
| реформати      | 1              | < 0,1%   |
| адвентисти     | 1              | < 0,1%   |
| унітарії       | 1              | < 0,1%   |

## Зовнішні посилання
- Дані про місто Кажвана на сайті Ghidul Primăriilor [Архівовано 18 липня 2011 у Wayback Machine.]